# Буквальна та фігуральна мова
«Буквально» — означає подібний. Риторичне, образне, виразне. Можна підібрати безліч синонімів. На жаль, в наш час, «образно» — це не більше, ніж вступне слово.

## Фігуральна мова
Це слово походить від таких термінів, як, яка, своєю чергою, визначає різноманітність моделей мови. Вони надають йому особливу стилістичну і риторичну вагомість, виразність, образність. Фігури мови можуть зробити мову більш красивою і змінити її емоції.
Вони поділяються на синтаксичні і семантичні теги. До останніх відносяться такі, які утворені поєднанням фраз, слів і речень. Найчастіше в таких реченнях можна спостерігати в порівняння діячів мистецтва: «під ним струмінь світліше синій» (р. Ю.). Деякі фрази досить комічні: «Леді, яка не боїться самого диявола і навіть миші» (Твен). І синтаксичні фігури мови, які формуються завдяки особливій конструкції-пропозиції, яка несе в собі певне значення. Неповні висловлювання («тепер вона знає, а потім …»), мовчання з приводу першої частини речення (наприклад, «Володимир» і «Іванович»), об'єднання кількох речень в одне («там людина сидить і чекає тебе»).

### Приклади
Загалом, таких прикладів багато. Образно це гарне, виразне. Хоча в цьому варіанті цей термін зустрічається рідко. Частіше це слово вживається в жіночому та середньому роді — щодо цитат, фраз і виразів, вони використовуються практично скрізь. Але часто в повсякденному житті, в побуті. На офіційній зустрічі в офісі, навряд чи хтось буде говорити гарні фрази, або вставляти комічні вирази — це просто сприймається як непрофесіоналізм. Це доречно тільки в тих місцях, де це не закріплено в офіційному або діловому стилі спілкування.

### Мовне розмаїття
Фігура мови - це те, що допоможе значно активізувати та урізноманітнити мову. Крім того, ці цитати роблять її набагато цікавішим і оригінальним. Багато людей загадуються над питанням: буквально як? Насправді різні вирази можуть бути ліричного, поетичного висловлювання. Аналогічним чином, є кілька оригінальних і незвичайних виразів, більше схожих на анекдот, наприклад: «йшов дощ і три студенти, перший в куртці, другий в Інституті, третій — у поганому настрої».
Крім того, що висловлювання подібного роду - це спосіб прикрасити розмовну мову, це також може бути хорошим засобом для створення цікавих текстів. Письменники, критики й звичайно журналісти — це люди, які неймовірно близькі до слова «образно». Це спосіб зробити ваші статті, коментарі та відгуки більш популярними й читаними. Справді, набагато цікавіше читати не звичайний сухий текст, написаний літературною мовою, а щось свіже, незвичайне та захопливе.

## Буквальна мова
Дослівним може називатися що завгодно, в переносному сенсі. Коли ви розумієте чиїсь слова в буквальному значенні..

### Переклад
Буквальним називається те, що повністю відповідає чому-небудь, збігається з ним. Ви використовуєте слово в буквальному сенсі, щоб підкреслити те, що ви говорите, правдою, хоча це може здатися перебільшенням або фантазією, вигадкою.

## Образна мова літературного аналізу
Образна мова може приймати різні форми, такі як порівняння або метафора. Енциклопедія Мерріем-Вебстера літератури каже, що образна мова може бути класифікована на п'ять категорій: подібність або спорідненість, акцент або заниження, фігури звуку, мовні ігри та помилки.
Порівняння — це зіставлення одного поняття (явища, факту) з іншим поняттям (явищем, фактом) для встановлення схожості чи відмінності.
Приклад:
«Його щоки були як троянди, ніс як вишня… і борода на підборідді була білою, як сніг.» (Клемент Кларк Мур.)

### Метафора.
Вона не може бути «скороченим» порівнянням, тому посідає синтаксичне місце, призначене для предиката («факел неба цвіте глечиками хмар» — Василь Голобородько). Це — перехід інтуїтивного осяяння у сферу раціональних понять. І що далі містяться один від одного протиставні розряди об'єктів, то яскравіша метафора, яка прагне на відміну від символу, зосередитися в образній оболонці.
Приклади:
«Грізні стіни стоять мовчазливо» — подвійна метафора, основою якої є уособлення «стіни стоять мовчазливо». Також до її складу входить метафоричний епітет «грізні стіни».
«Серце нудьгує, і плаче воно» — проста дієслівна метафора, уособлення, метонімія.